# Auguste Ragheboom
Auguste Ragheboom , né le 2 août 1859 à Lille (Nord) et décédé le 27 octobre 1939 dans la même ville,  est un homme politique français. 

## Biographie
Sellier, il est secrétaire du syndicat des cuirs et peaux, et militant socialiste, entré en 1885 au Parti ouvrier français. Conseiller aux prud'hommes en 1898, il est conseiller municipal de Lille en 1900 et conseiller d'arrondissement. Il est député de la 5e circonscription de Lille de 1914 à 1919, inscrit au groupe socialiste.

## Sources
- Ressource relative à la vie publique :   - Base Sycomore
- Notices d'autorité :   - VIAF
  - ISNI
  - IdRef